# Henry FitzRoy, I duca di Richmond e Somerset
Henry FitzRoy, I duca di Richmond e di Somerset (Blackmore, 15 giugno 1519 – Thetford, 23 luglio 1536), era un figlio naturale di re Enrico VIII d'Inghilterra e dell'amante Elizabeth Blount, conosciuta come "Bessie".

## Biografia

### Problema della successione

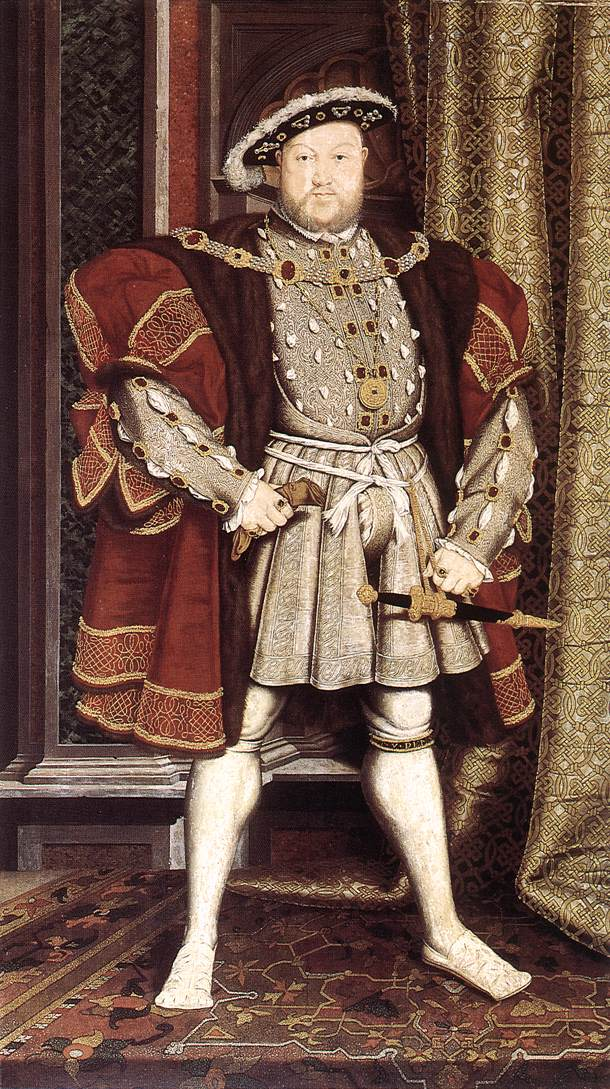
Enrico VIII d'Inghilterra

Confidandosi con l'amico e consigliere cardinale Wolsey, Enrico VIII espresse tutta la sua felicità quando nacque il suo primo figlio maschio sano e robusto.
Poco tempo prima, infatti, la moglie Caterina d'Aragona lo aveva deluso ancora una volta: la donna non riusciva a portare a termine le gravidanze o i figli, eccetto Maria, morivano poco tempo dopo la nascita.
Il problema della successione diveniva per Enrico sempre più grave da risolvere.
Intanto al bambino furono assegnati una residenza e beni pari a quelli dell'unica figlia legittima del re, la principessa Maria.

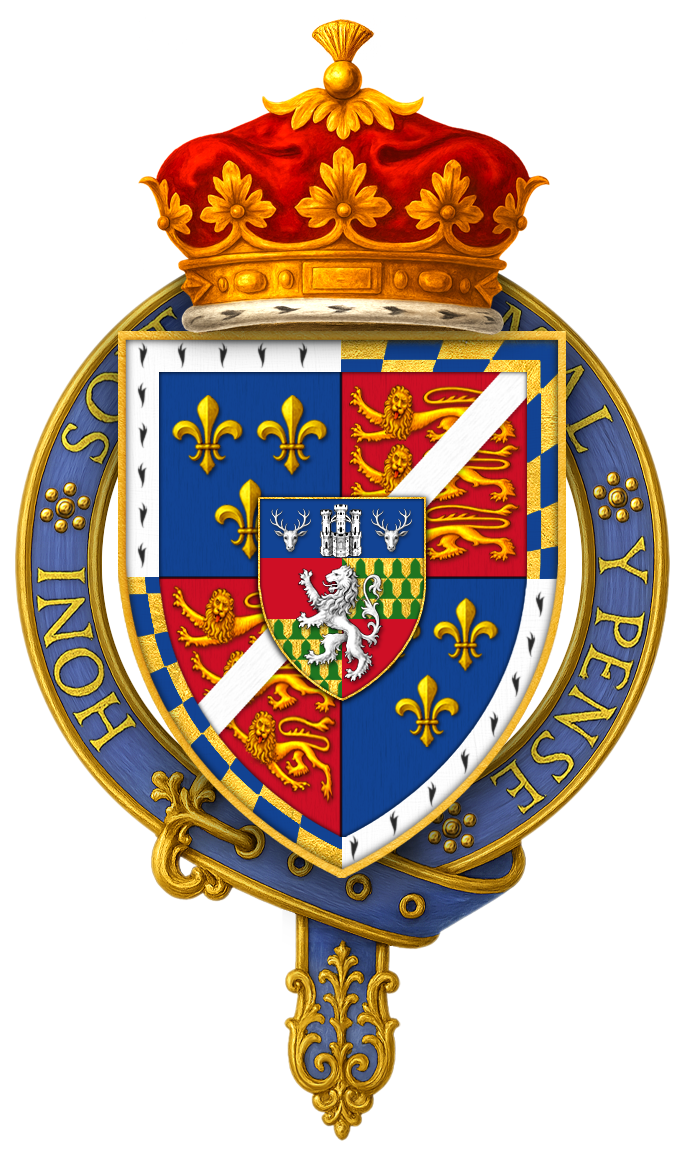
Stemma di Henry, duca di Richmond e Somerset. Da notare le insegne dell'Ordine della Giarrettiera

Con il passare del tempo, infatti, vedendo l'unica figlia gracile e cagionevole di salute, Enrico maturò la possibilità di elevare l'unico figlio maschio a rango di erede; a sei anni, quindi, Henry fu condotto a corte e insignito, nel corso di una lunga cerimonia, del titolo di Conte di Nottingham e poi dei titoli che erano stati dello stesso Enrico in gioventù: Duca di Richmond e di Somerset.

### Infanzia

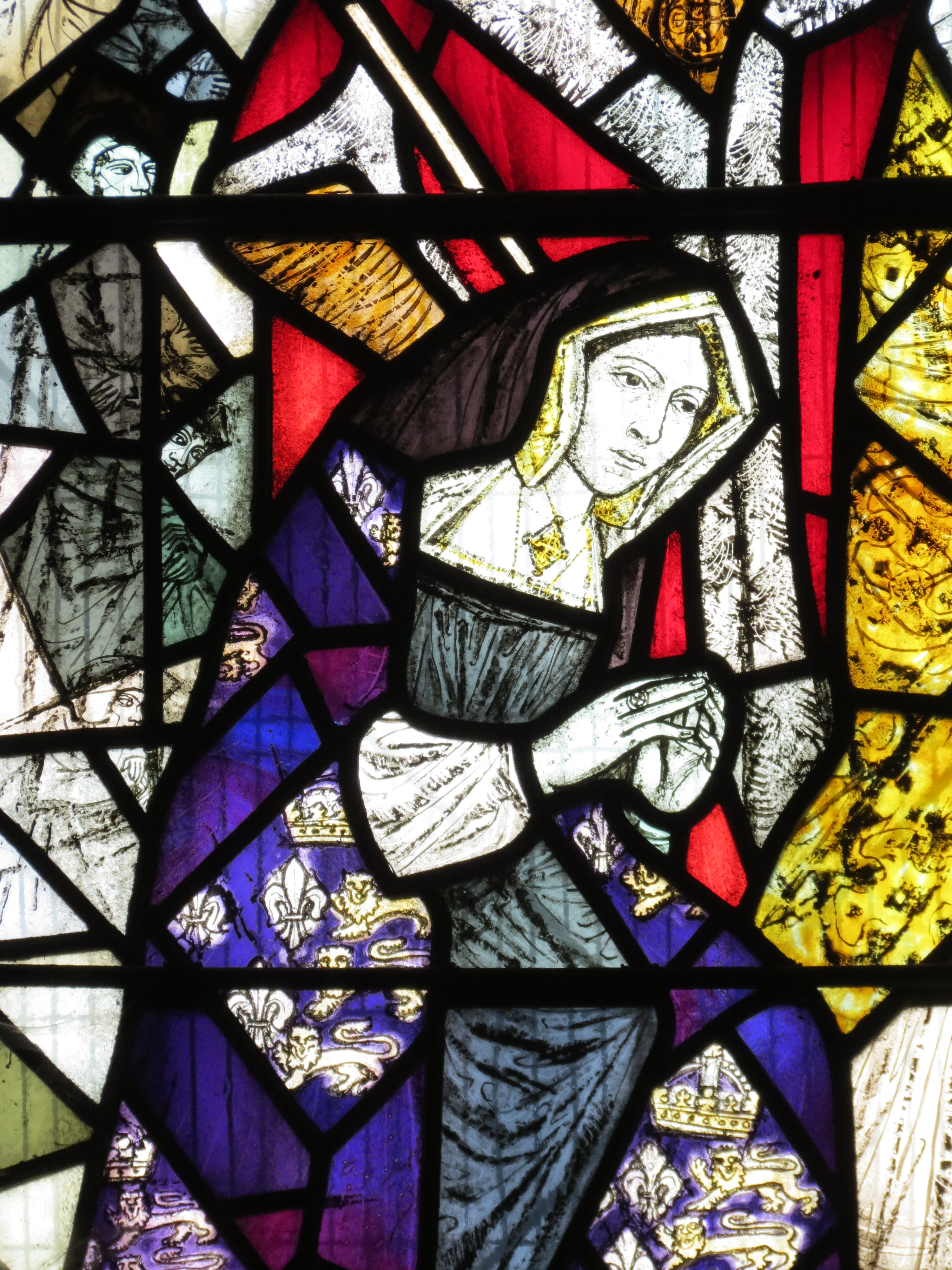
Caterina d'Aragona in una vetrata della chiesa di San Dunstano a Canterbury

Bessie era la cameriera d'onore della regina Caterina e, già da un paio d'anni, l'amante del re. Quando il suo stato divenne evidente, si ritirò in un monastero in campagna in attesa del parto.
La relazione tra il re e la ragazza non continuò dopo la nascita di Henry, così chiamato in onore del reale padre. "FitzRoy" era invece un cognome onorifico che significava "figlio di Re". Bessie fu data in moglie da Enrico, come segno di gratitudine, al facoltoso gentiluomo Gilbert Talboys.
Il bambino, come era d'uso nei confronti di un Principe, fu addestrato a cavalcare e a maneggiare l'arco. Sotto il suo tutore Richard Croke, imparò latino e greco: a otto anni riusciva a tradurre da solo le opere di Cesare.

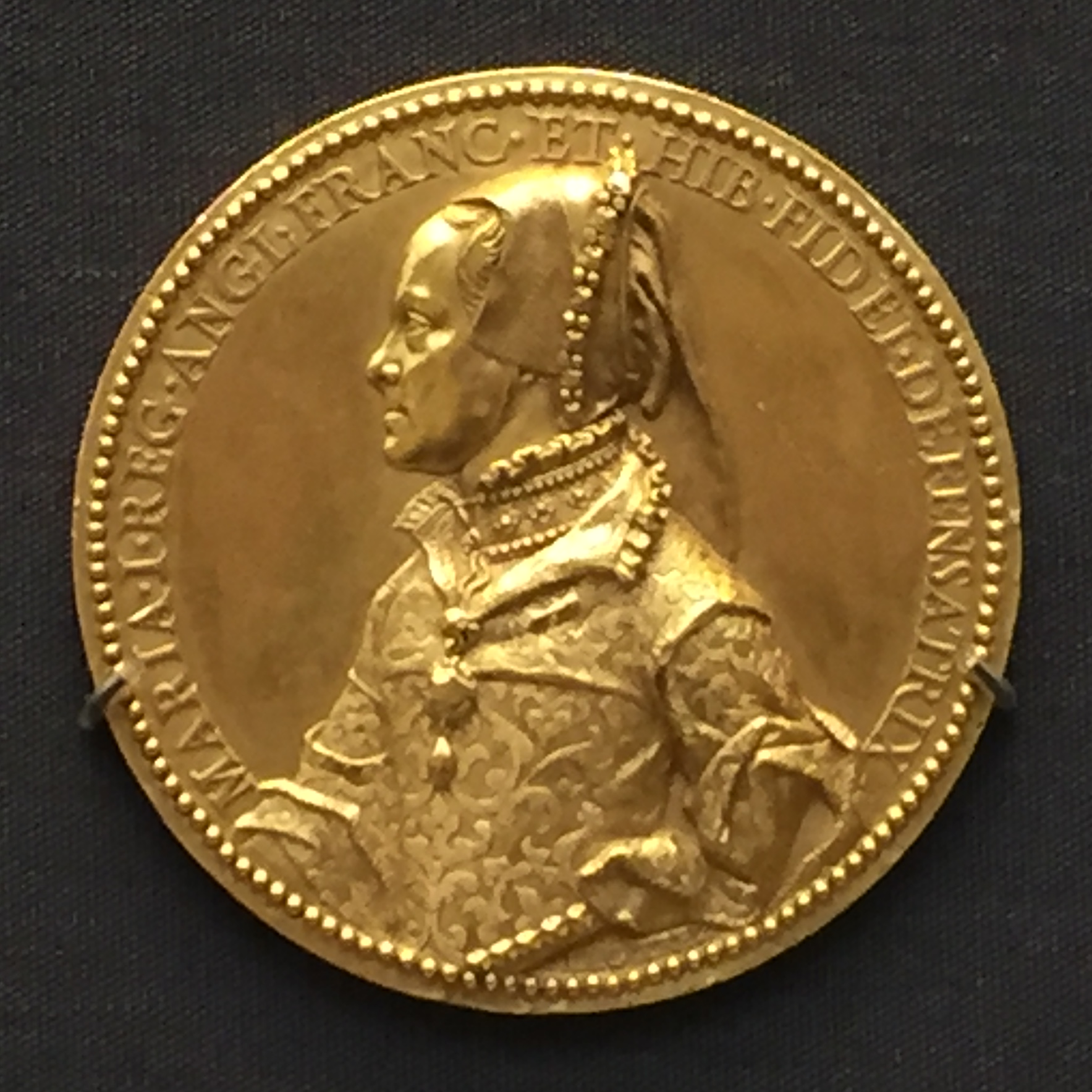
Una moneta d'oro raffigurante Maria

Con i titoli di Duca di Richmond e di Somerset, Henry era divenuto di lignaggio inferiore soltanto al padre e quindi aveva superato in importanza la sorellastra Maria. Ciò preoccupò Caterina, che in più occasioni si lamentò con il marito di aver messo in secondo piano la legittima erede al trono, ossia sua figlia Maria.

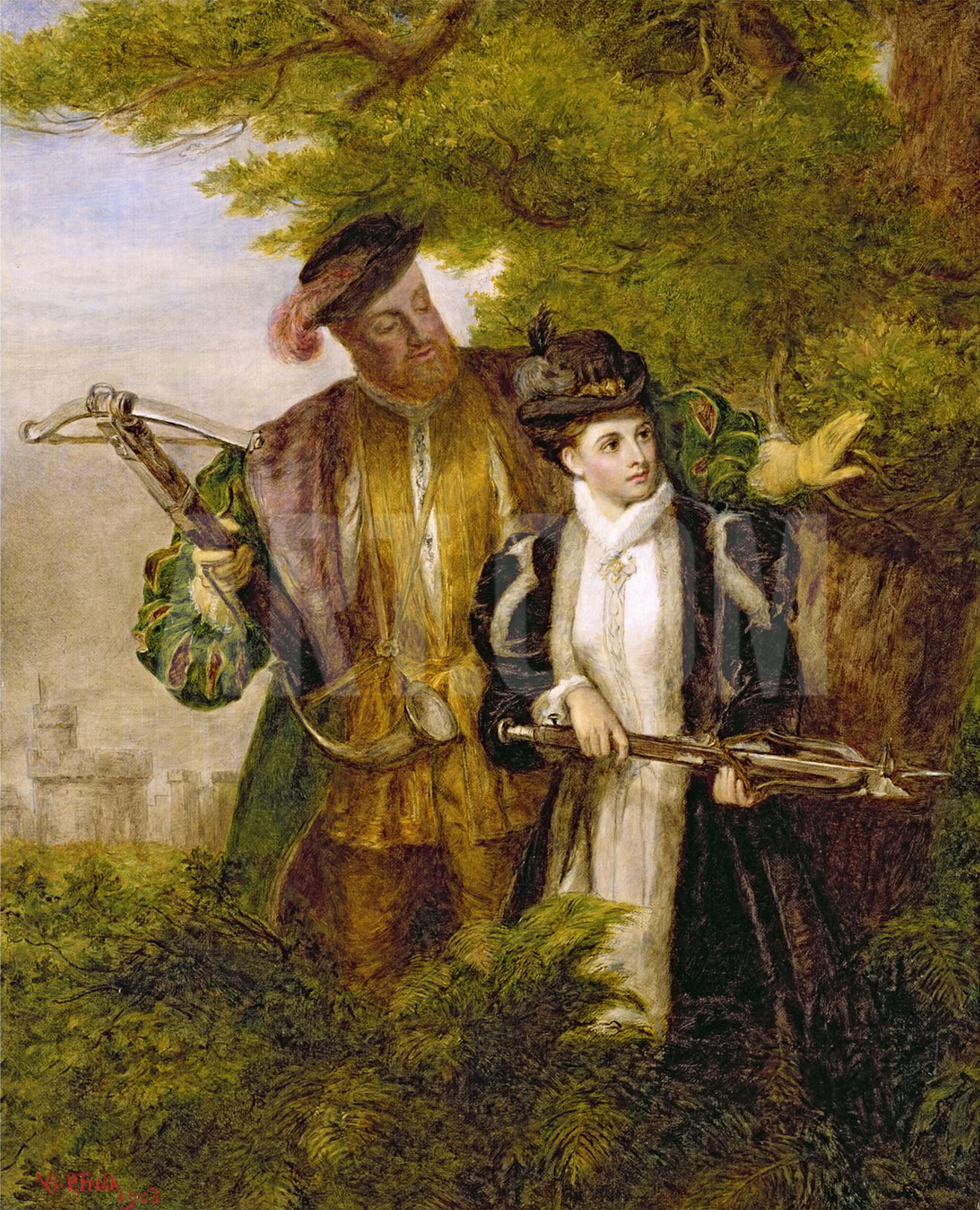
Re Enrico e Anna Bolena durante la caccia al cervo nella foresta di Windsor.

Quando Enrico ripudiò Caterina e sposò Anna Bolena, Henry rimase ancora un possibile erede al trono, almeno finché la nuova regina non avesse dato alla luce un figlio legittimo. Ma anche Anna, come chi l'aveva preceduta, riuscì a dare a Enrico soltanto una figlia femmina, Elisabetta.

### Matrimonio e morte

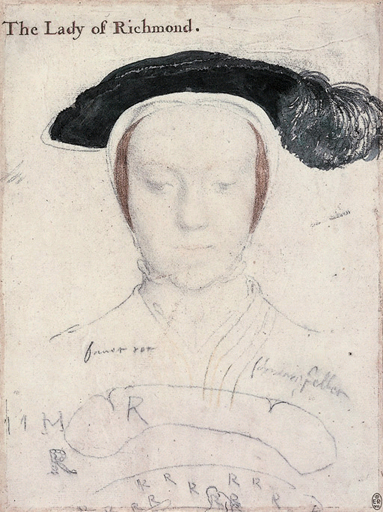
Schizzo di Mary Howard effettuato da Hans Holbein il Giovane

Nel 1533 Henry sposò Mary Howard, l'unica figlia del Duca di Norfolk, zio di Anna Bolena.

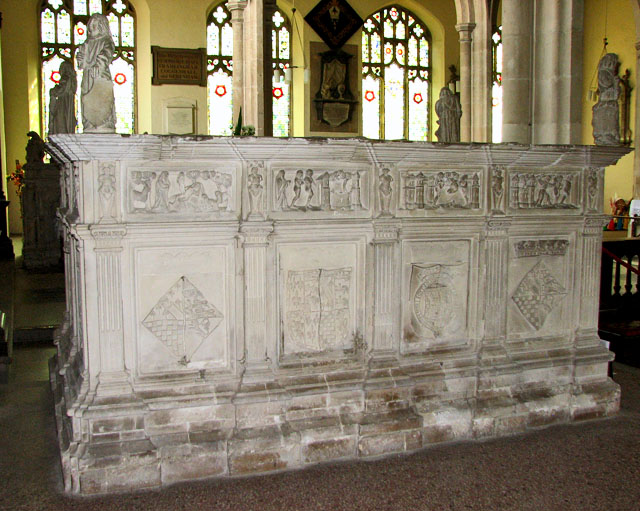
La tomba del Duca di Richmond e Somerset

Ammalatosi all'inizio dell'estate di tubercolosi, Henry morì. Il suo matrimonio durò quindi soltanto pochi anni e, data la giovane età degli sposi, non vi fu alcuna prole.
La morte dell'unico figlio maschio fu un duro colpo per il Re, anche perché Maria ed Elisabetta erano state precedentemente dichiarate inadatte alla successione.

Edoardo nel 1539 dipinto da Hans Holbein il Giovane.

Il 12 ottobre 1537 nacque il sospirato erede, il futuro Edoardo VI d'Inghilterra, figlio di Enrico e di Jane Seymour, la quale morì in seguito al parto.

## Ascendenza
|                           |                   |                          | Genitori                          |  |  | Nonni |  |  | Bisnonni      |  |  | Trisnonni  |  |
|                           |                   |                          |                                   |  |  |       |  |  | Edmondo Tudor |  |  | Owen Tudor |  |
|                           |                   |                          |                                   |  |  |       |  |  | Edmondo Tudor |  |  | Owen Tudor |  |
|                           |                   | Caterina di Valois       |                                   |  |  |       |  |  | Edmondo Tudor |  |  |            |  |
| Enrico VII d'Inghilterra  |                   |                          |                                   |  |  |       |  |  | Edmondo Tudor |  |  |            |  |
|                           |                   | Margaret Beaufort        | John Beaufort, I duca di Somerset |  |  |       |  |  |               |  |  |            |  |
|                           |                   | Margaret Beaufort        | John Beaufort, I duca di Somerset |  |  |       |  |  |               |  |  |            |  |
|                           |                   | Margaret Beaufort        | Margaret Beauchamp di Bletso      |  |  |       |  |  |               |  |  |            |  |
| Enrico VIII d'Inghilterra |                   | Margaret Beaufort        |                                   |  |  |       |  |  |               |  |  |            |  |
|                           |                   | Edoardo IV d'Inghilterra | Riccardo Plantageneto             |  |  |       |  |  |               |  |  |            |  |
|                           |                   | Edoardo IV d'Inghilterra | Riccardo Plantageneto             |  |  |       |  |  |               |  |  |            |  |
|                           |                   | Edoardo IV d'Inghilterra | Cecilia Neville                   |  |  |       |  |  |               |  |  |            |  |
| Elisabetta di York        |                   | Edoardo IV d'Inghilterra |                                   |  |  |       |  |  |               |  |  |            |  |
|                           |                   | Elisabetta Woodville     | Richard Woodville                 |  |  |       |  |  |               |  |  |            |  |
|                           |                   | Elisabetta Woodville     | Richard Woodville                 |  |  |       |  |  |               |  |  |            |  |
|                           |                   | Elisabetta Woodville     | Giacometta di Lussemburgo         |  |  |       |  |  |               |  |  |            |  |
| Henry FitzRoy             |                   | Elisabetta Woodville     |                                   |  |  |       |  |  |               |  |  |            |  |
|                           | Sir Thomas Blount | Sir Humphrey Blount      |                                   |  |  |       |  |  |               |  |  |            |  |
|                           | Sir Thomas Blount | Sir Humphrey Blount      |                                   |  |  |       |  |  |               |  |  |            |  |
|                           | Sir Thomas Blount | Elizabeth Winnington     |                                   |  |  |       |  |  |               |  |  |            |  |
| Sir John Blount           | Sir Thomas Blount |                          |                                   |  |  |       |  |  |               |  |  |            |  |
|                           |                   | Anne Croft               | Sir Richard Croft                 |  |  |       |  |  |               |  |  |            |  |
|                           |                   | Anne Croft               | Sir Richard Croft                 |  |  |       |  |  |               |  |  |            |  |
|                           |                   | Anne Croft               | Eleanor Cornwall                  |  |  |       |  |  |               |  |  |            |  |
| Elizabeth Blount          |                   | Anne Croft               |                                   |  |  |       |  |  |               |  |  |            |  |
|                           |                   | Sir Hugh Pershall        | Sir Humphrey Pershall             |  |  |       |  |  |               |  |  |            |  |
|                           |                   | Sir Hugh Pershall        | Sir Humphrey Pershall             |  |  |       |  |  |               |  |  |            |  |
|                           |                   | Sir Hugh Pershall        | Matilda Swynnerton                |  |  |       |  |  |               |  |  |            |  |
| Catherine Pershall        |                   | Sir Hugh Pershall        |                                   |  |  |       |  |  |               |  |  |            |  |
|                           |                   | Isabel Stanley           | Sir John Stanley                  |  |  |       |  |  |               |  |  |            |  |
|                           |                   | Isabel Stanley           | Sir John Stanley                  |  |  |       |  |  |               |  |  |            |  |
|                           |                   | Isabel Stanley           | Matilda Vernon                    |  |  |       |  |  |               |  |  |            |  |
|                           |                   | Isabel Stanley           |                                   |  |  |       |  |  |               |  |  |            |  |